# فنسنت بوينو
فنسنت بوينو (بالألمانية: Vincent Bueno)‏ هو مغني نمساوي، ولد في 10 ديسمبر 1985 في فيينا في النمسا.

## وصلات خارجية
- الموقع الرسمي
- فنسنت بوينو على موقع IMDb (الإنجليزية)
- فنسنت بوينو على موقع ميوزك برينز (الإنجليزية)
- فنسنت بوينو على موقع أول ميوزيك (الإنجليزية)
- فنسنت بوينو على موقع ديسكوغز (الإنجليزية)